# 阿拉斯加大學東南分校
阿拉斯加大學東南分校（University of Alaska Southeast）是一所阿拉斯加大學系統內、在美國阿拉斯加州朱諾、克奇坎和錫特卡擁有三個校區的公立大學，其中主校區在朱諾，該大學成立於1987年。2015年《美國新聞與世界報道》未將其列入排名之內。

## 外部連結
- University of Alaska Southeast Academic Catalog （页面存档备份，存于）
- Official site （页面存档备份，存于）
- Eaglecrest Ski Area （页面存档备份，存于）
- Juneau Trails

58°23′06.33″N 134°38′19.00″W / 58.3850917°N 134.6386111°W